# 柳采葳
柳采葳（1990年9月7日—），中華民國政治人物，中國國民黨籍，高雄市人，曾任TVBS、台視新聞台記者、主播、主持人，中國國民黨發言人，現任臺北市議員。

## 個人經歷
柳采葳生於高雄市，高中畢業後就讀銘傳大學。
2022年2月，柳采葳擔任國民黨發言人一職，並且投入台北市議員第四選區（中山區、大同區）的選舉。同年5月，國民黨的台北市議員第四選區黨內初選中，以過半支持度獲得黨內的提名。在11月的正式投票中，順利以10.23%得票率順利當選成為新科議員。

## 選舉紀錄
| 年度 | 選舉屆數               | 選舉區           | 所屬政黨   | 得票數 | 得票率 | 當選標記 | 備註 |
| ---- | ---------------------- | ---------------- | ---------- | ------ | ------ | -------- | ---- |
| 2022 | 第十四屆臺北市議員選舉 | 臺北市第四選舉區 | 中國國民黨 | 18,372 | 10.23  |          |      |